# Lithocarpus lycoperdon
Lithocarpus lycoperdon (Skan) A.Camus – gatunek roślin z rodziny bukowatych (Fagaceae Dumort.). Występuje naturalnie w Laosie, północnym Wietnamie oraz południowych Chinach (w południowo-wschodnim Junnanie i zachodnim Kuangsi). 

## Morfologia
PokrójZimozielone drzewo dorastające do 30 m wysokości.
LiścieBlaszka liściowa nieco skórzasta i ma podługowaty kształt. Mierzy 10–15 cm długości oraz 4–6 cm szerokości, jest całobrzega, ma klinową lub zbiegającą po ogonku nasadę i wierzchołek od ostrego do spiczastego. Ogonek liściowy jest nagi i ma 15–20 mm długości.
OwoceOrzechy o kulistym kształcie, dorastają do 15 mm długości i 20 mm średnicy. Osadzone są pojedynczo w miseczkach w kształcie kubka lub bąka, które mierzą 20–25 mm długości i 24–28 mm średnicy. Orzechy otulone są w miseczkach do 75% ich długości.

## Biologia i ekologia
Rośnie w wiecznie zielonych lasach. Występuje na wysokości od 1000 do 1500 m n.p.m. Kwitnie od maja do czerwca, natomiast owoce dojrzewają od września do października.